# Ейсбрехтюм
Ейсбрехтюм (нід. IJsbrechtum, фриз. Ysbrechtum) — село в нідерландській провінції Фрисландія. Входить до муніципалітету Південно-Західна Фрисландія.
Його площа становить 3,44км², а населення станом на 2021 рік складало 690 осіб.
Перша згадка про населений пункт датується 13-им сторіччям.

## Галерея

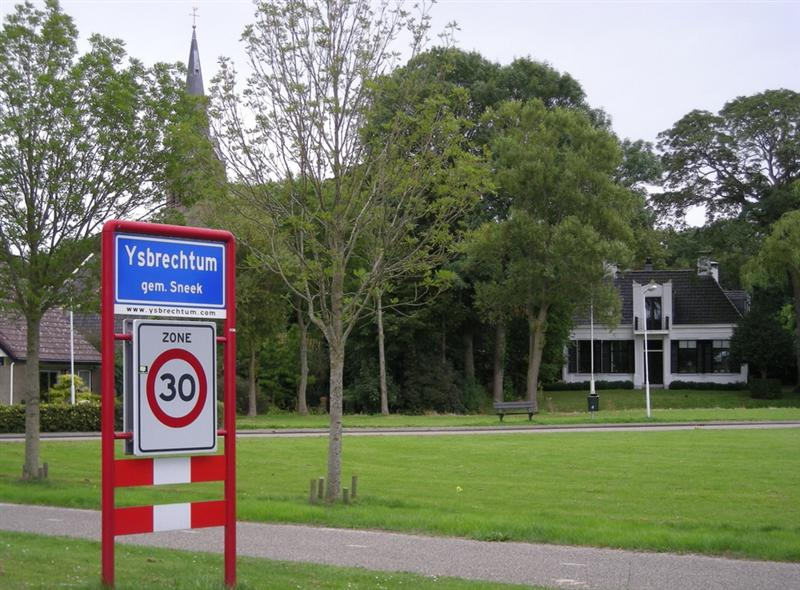
В'їзд до села
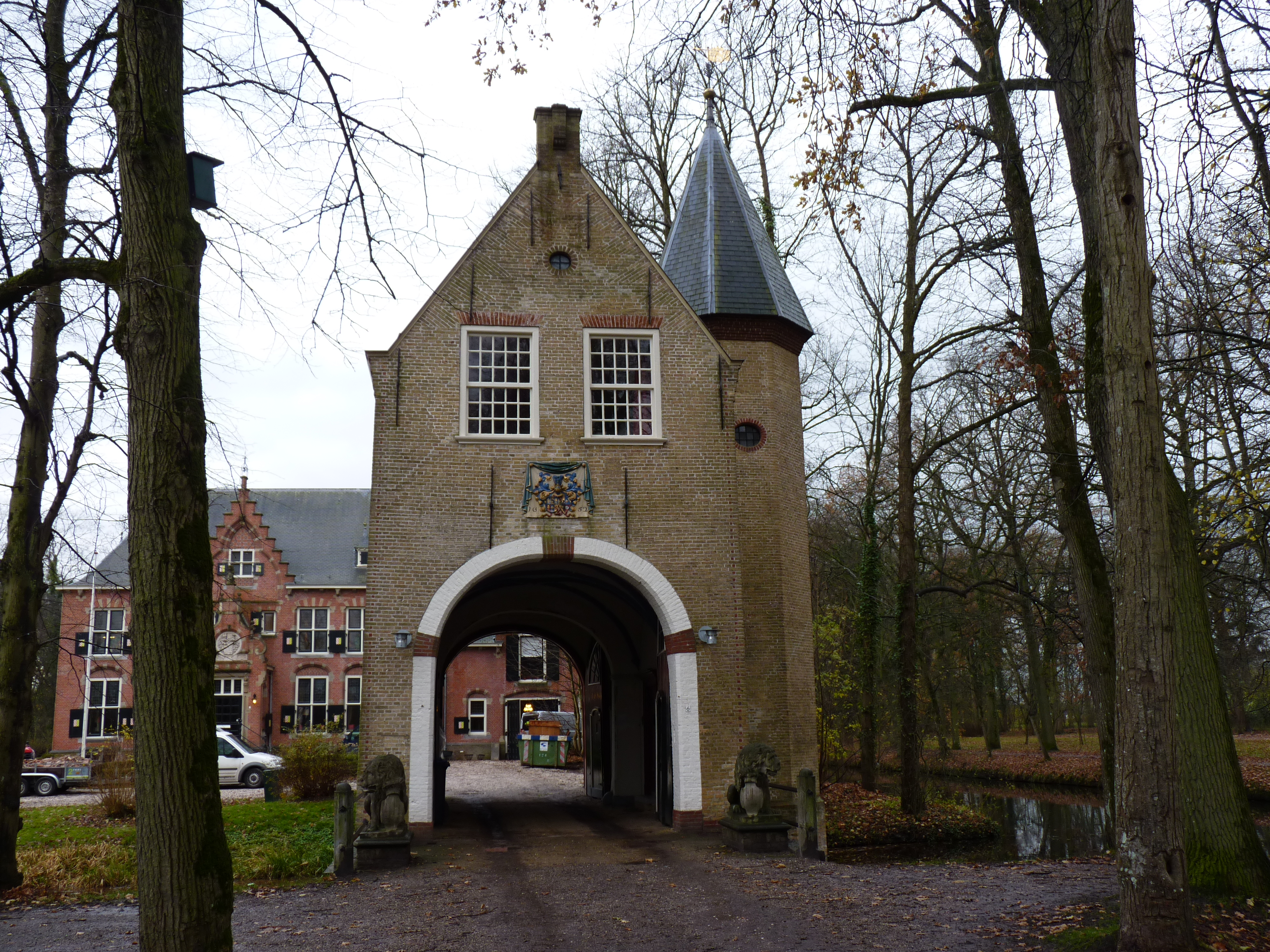
Сільська брама
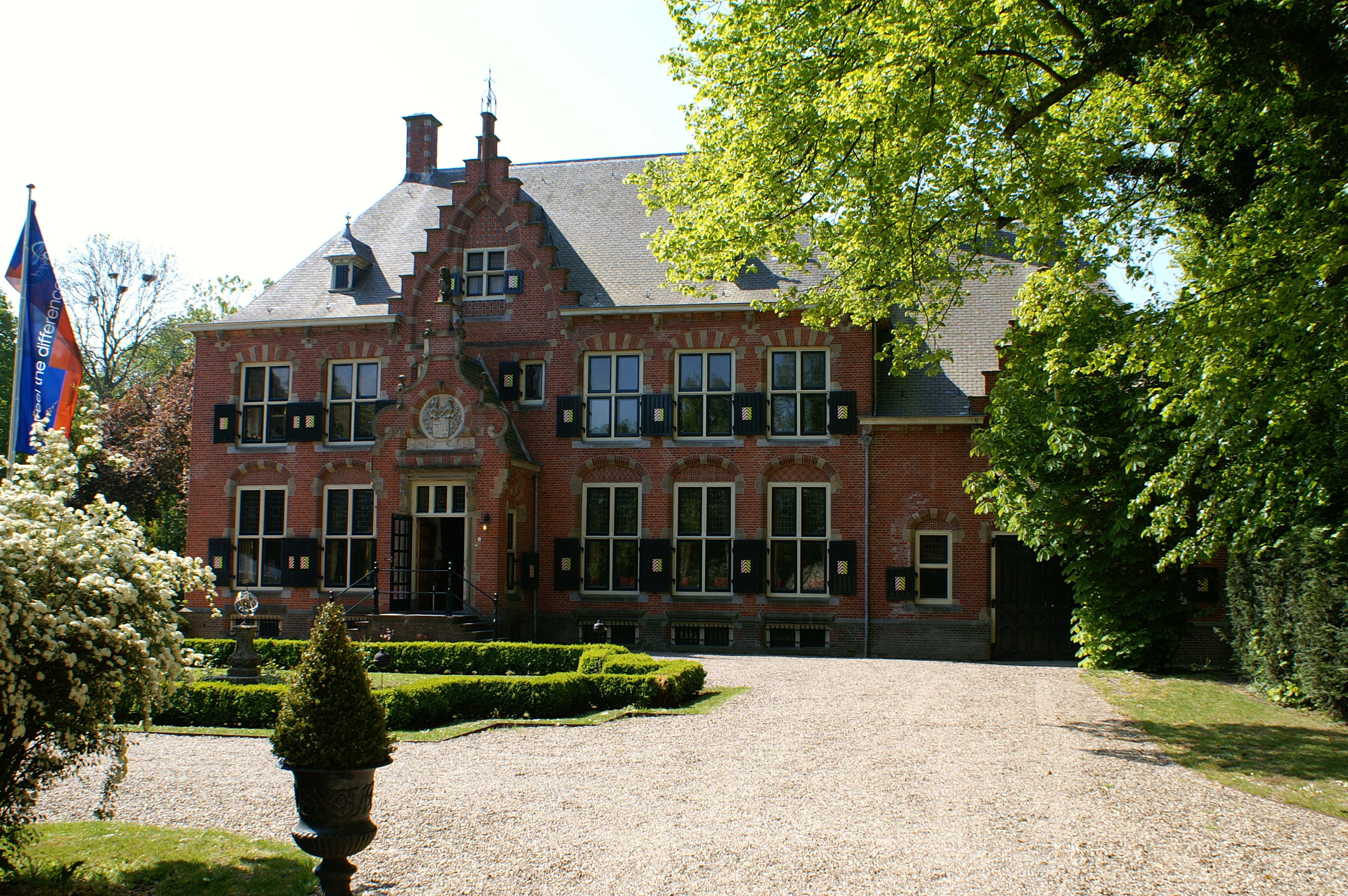
Маєток у селі
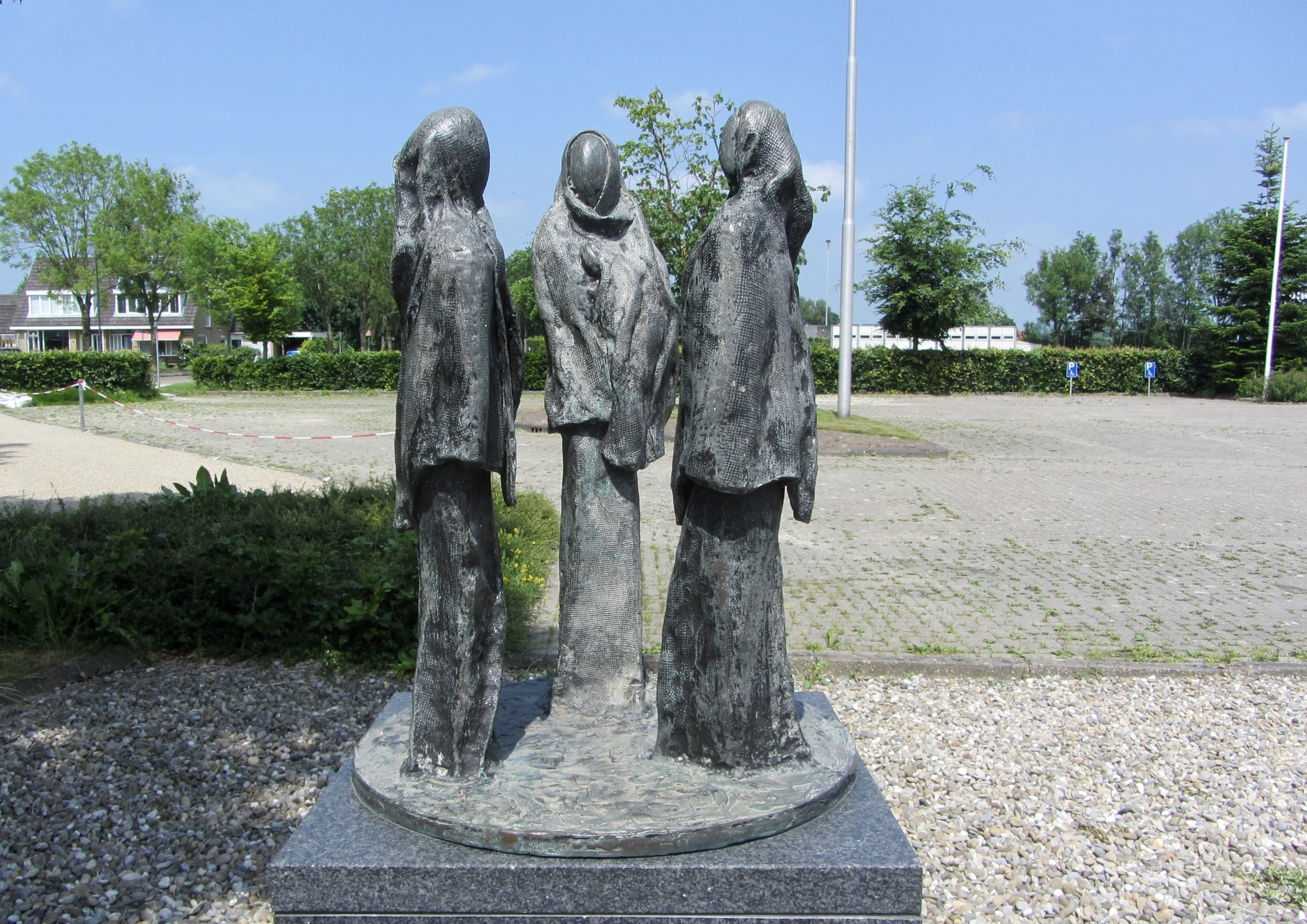
Статуя в Ейсбрехтюмі